# San Leone Taumaturgo che sconfigge il mago Eliodoro
San Leone Taumaturgo che sconfigge il mago Eliodoro è una tela posta nella Chiesa del Santissimo Crocifisso di Santa Maria di Licodia.

## La storia
La grande tela fu commissionata dall'Ordine Benedettino del monastero di San Nicolò l'Arena di Catania, per la basilica di San Nicolò, al pittore Matteo Desiderato (1750-1827), operante in Sicilia durante la seconda metà del secolo XVIII.
Non si conoscono le ragioni per la quale l'opera fu rifiutata dall'ordine, ma essa venne trasferita presso la Chiesa Monastica di Santa Maria, nella Casa Madre di Santa Maria di Licodia, dove già esisteva il culto per il vescovo catanese, nella medioevale cappella privata dei monaci, luogo di sepoltura degli stessi, ove si venerava una tavola del secolo XIV, San Leo del Panacchio, proveniente dall'omonimo cenobio esistente nei pressi di Belpasso, adesso trasferita presso la Parrocchia di San Leone a Catania.

## La leggenda

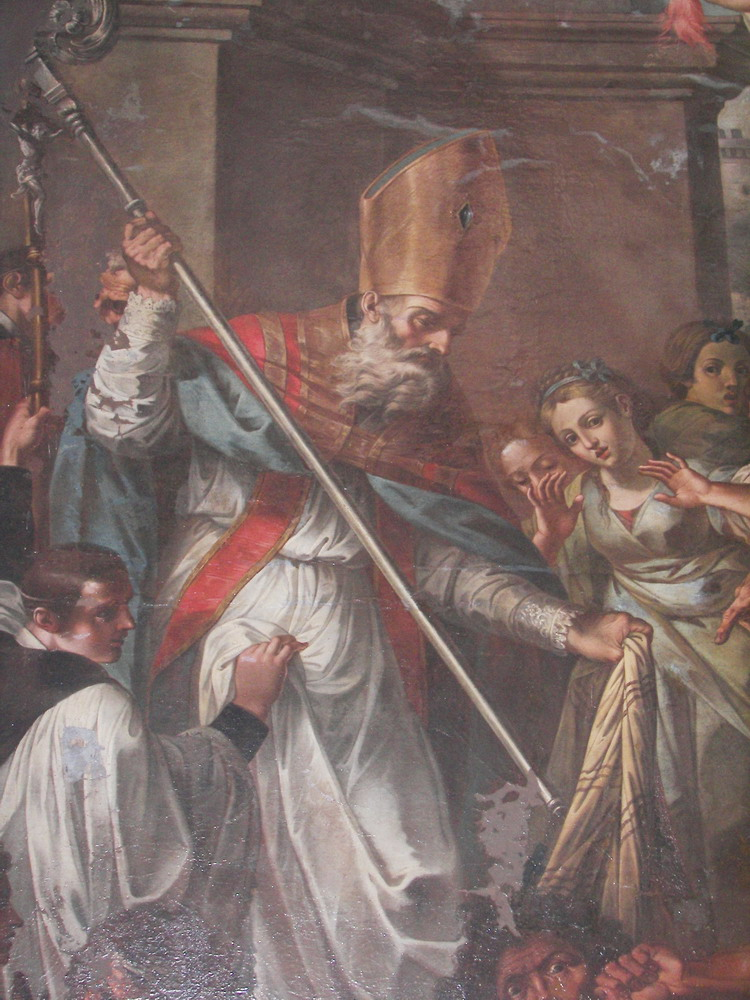
Particolare

Nella tela è raffigurata la sconfitta del mago Eliodoro. Secondo la leggenda al tempo del vescovado di Leone, Catania era asserragliata da un perfido mago, un negromante, Eliodoro, i cui poteri straordinari gli consentivano addirittura di spostarsi volando, da Costantinopoli a Catania a dorso di un elefante, lo stesso che la tradizione popolare addita come l'elefante di Piazza Duomo, il simbolico Liotru, nome che infatti deriva dalla storpiatura di Eliodoro. 
Un giorno, mentre san Leone celebrava gli Uffici Divini nell'antica chiesa di Santa Maria di Betlemme, che sorgeva in loco dell'attuale cattedrale, Eliodoro e i suoi discepoli entrarono nel tempio sacramentando e pronunciando blasfemie verso la religione cristiana e il Vescovo.
San Leone da parte sua non si scompose e completò le Celebrazioni, al termine delle quali si rivolse al mago per porgli una sfida. Fu arso un rogo di fronte alla chiesa, e chi dei due avesse attraversato le fiamme e ne fosse uscito incolume sarebbe stato colui la cui dottrina predicata è verità e degna di fede. Il primo ad attraversare il fuoco fu il Santo vescovo, e tra lo stupore e la meraviglia dei presenti rimase illeso. Lo seguì il perfido Eliodoro, che nonostante il suo ricorso alla magia, rimase prigioniero delle fiamme, immobilizzato anche dalla stola che Leone gli lanciò. Così Catania fu liberata dalle oscure trame del mago, e rimase fedele al suo vescovo e alla dottrina cristiana.

## Descrizione e stile

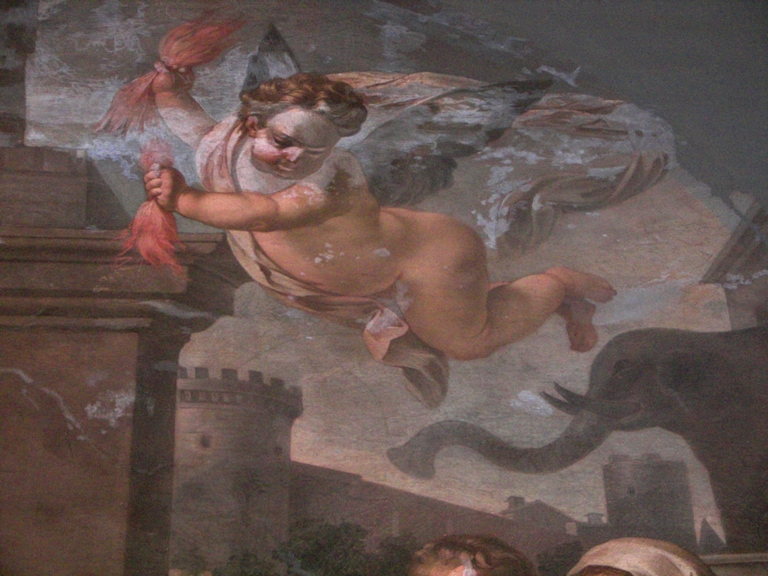
Particolare

Matteo Desiderato rievoca l'evento in una movimentata e teatrale scena, tipica dell'arte tardo-barocca. Barocco è anche lo scenario, omaggiando il grande Vaccarini, il Desiderato inserisce uno scorcio della novella facciata della Cattedrale, come fondale scenico, insieme al Castello Ursino ed all'elefante. Fulcro dell'opera è il rogo dentro la quale brucia il mago Eliodoro. Il Santo vescovo si scaglia su lui prorompente, vestito con abiti pontificali, minacciandolo con il suo pastorale. Proprio verso questo puntano le braccia e le mani di tutti coloro che popolano la scena, a significare il ritorno del popolo catanese sotto la guida del suo Pastore. Anche l'elefante, simbolo di Catania, allungando a dismisura la sua proboscide verso il pastorale, ringrazia il vescovo per la propria liberazione dalla schiavitù del mago, alludendo alla liberazione di Catania dal paganesimo.
Un uomo in basso a sinistra, con una fascina tra le braccia, è pronto ad alimentare il rogo, mentre un angelo dal cielo scaglia le divine fiamme sul mago. Il Crocifisso, retto da un chierico alle spalle del santo, indica il compimento del volere divino. Nell'ideale  triangolo composto dalle braccia tese del vescovo, e di uno dei personaggi alla sua sinistra, in teatrali atteggiamenti di stupore e paura, prendono posto tutte le figure femminili che popolano la scena, le cui fisionomie degradanti e sfumanti conferiscono profondità all'opera.
Tra le figure, si potrebbe riscontrare un ipotetico autoritratto dell'artista, fenomeno comune in molte opere coeve, e di simile genere.
L'opera reca la firma dell'artista in basso a destra: MATTEUS DESIDERATUS PINGEBAT.